# Kunishirō Mitsutani
Kunishirō Mitsutani (満谷 国四郎, Mitsutani Kunishirō) est un peintre japonais de genre, aquarelliste, de style occidental, des XIXe et XXe siècles, né le 10 novembre 1874 dans la Préfecture d'Okayama et mort le 12 juillet 1936.

## Biographie
Kunishirō Mitsutani vit à Tokyo, où il étudie sous la direction de Koyama Shōtarō (1857-1916). En 1900, il participe aux expositions du Meiji Bijutsukan. Il participe aussi au Salon des artistes français de Paris. Il reçoit en 1900 une mention honorable à l'Exposition universelle. Entre 1911 et 1914 il voyage à deux reprises en Europe. Il est membre du Taiheiyo Gakai, où il enseigne, et également membre de l'Académie Impériale des Beaux-Arts. Il fait partie du jury du Bunten, et reçoit en 1932 le Prix de la Culture du journal Asahi.